# Patrick Stopford, 9. Earl of Courtown

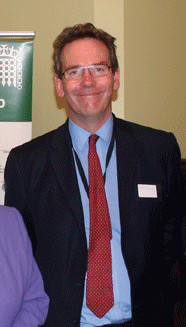
Patrick Stopford, 9. Earl of Courtown

James Patrick Montagu Burgoyne Winthrop Stopford, 9. Earl of Courtown (* 19. März 1954) ist ein britischer Peer und Politiker der Conservative Party.
Er ist der älteste Sohn des James Stopford, 8. Earl of Courtown, aus dessen zweiter Ehe mit Patricia Winthrop. Als Heir apparent seines Vaters führte er von 1957 bis 1975 den Höflichkeitstitel Viscount Stopford. Er besuchte das Eton College und das Berkshire College of Agriculture, später das Royal Agricultural College in Cirencester.
Beim Tod seines Vaters erbte er 1975 dessen irische Adelstitel als 9. Earl of Courtown, 9. Viscount Stopford und 9. Baron Courtown, sowie dessen britischen Adelstitel als 8. Baron Saltersford. Mit letzterem war ein Sitz im House of Lords verbunden. Als mit dem House of Lords Act 1999 der erbliche Anspruch auf Parlamentssitze abgeschafft wurde, gehörte er zu den 92 Peers, die von ihren Standesgenossen gewählt wurden, im House of Lords zu verblieben. Von Juli 2016 bis Juli 2024 hatte er als Deputy Chief Whip seiner Partei im House of Lords das Amt des Captain der Yeomen of the Guard inne.
Er ist seit 1985 verheiratet mit Elisabeth Dunnett, der Tochter von I. R. Dunnett. Sie haben einen Sohn und zwei Töchter, James Richard Stopford, Viscount Stopford (* 1988), Lady Rosie Stopford (* 1986) und Lady Poppy Stopford (* 2000).